# Achí (ort)
Achí är en ort i Colombia.   Den ligger i departementet Bolívar, i den norra delen av landet, 400 km norr om huvudstaden Bogotá. Achí ligger 19 meter över havet och antalet invånare är 8 434.
Terrängen runt Achí är mycket platt. Runt Achí är det glesbefolkat, med 9 invånare per kvadratkilometer. Närmaste större samhälle är Majagual, 8,0 km väster om Achí. Omgivningarna runt Achí är en mosaik av jordbruksmark och naturlig växtlighet.